# Heliconius emmelina
Heliconius emmelina är en fjärilsart som beskrevs av Charles Oberthür 1902. Heliconius emmelina ingår i släktet Heliconius och familjen praktfjärilar. Inga underarter finns listade i Catalogue of Life.